# L'Île du diable (film, 1937)
Pour les articles homonymes, voir Île du Diable (homonymie).
Pour plus de détails, voir Fiche technique et Distribution.
L'Île du diable (titre original : Alcatraz Island) est un film américain, réalisé par William C. McGann, sorti en 1937.

## Synopsis
Gat Brady, emprisonné à Alcatraz, est accusé du meurtre d’un de ses codétenus et va devoir prouver son innocence pour éviter la peine capitale.

## Fiche technique
- Titre français : L'île du diable
- Titre original : Alcatraz Island
- Réalisation : William C. McGann
- Scénario : Bryan Foy
- Photographie : L. William O'Connell
- Montage : Frank DeWar
- Musique : Heinz Roemheld
- Direction artistique : Esdras Hartley
- Décors :
- Son : Francis J. Scheid
- Costumes Howard Shoup
- Producteur : Bryan Foy
- Société de production :  Warner Bros.
- Société de distribution :  Warner Bros.
- Pays de production :  États-Unis
- Langue originale :  anglais
- Format : Noir et blanc — 35 mm — 1,37:1 — Son : Mono
- Genre :  Film dramatique, Film policier, Film d'action
- Durée : 63 minutes
- Date de sortie :
  - États-Unis : 6 novembre 1937

## Distribution
- John Litel : 'Gat' Brady
- Ann Sheridan : Flo Allen
- Mary Maguire : Ann
- Gordon Oliver : George Drake
- Dick Purcell : 'Harp' Santell
- Ben Welden : 'Red' Carroll
- Addison Richards : Fred MacLane
- George E. Stone : 'Tough Tony' Burke
- Vladimir Sokoloff : The Flying Dutchman
- Peggy Bates : Miss Tolliver
- Doris Lloyd : Miss Marquand
- Charles Trowbridge : Warden Jackson
- Janet Shaw : Sally Carruthers
- Matty Fain : Butch